# Jacques Sgard
Jacques Sgard (né en 1929) est un paysagiste, urbaniste et enseignant français. Il s'est spécialisé dans les parcs urbains et péri-urbains.

## Réalisations
- Parc André Malraux, Nanterre
- Bois des pins, Beyrouth
- Domaine de Chamarande, Chamarande
- Parc Léo-Lagrange, Reims